# Lanxess

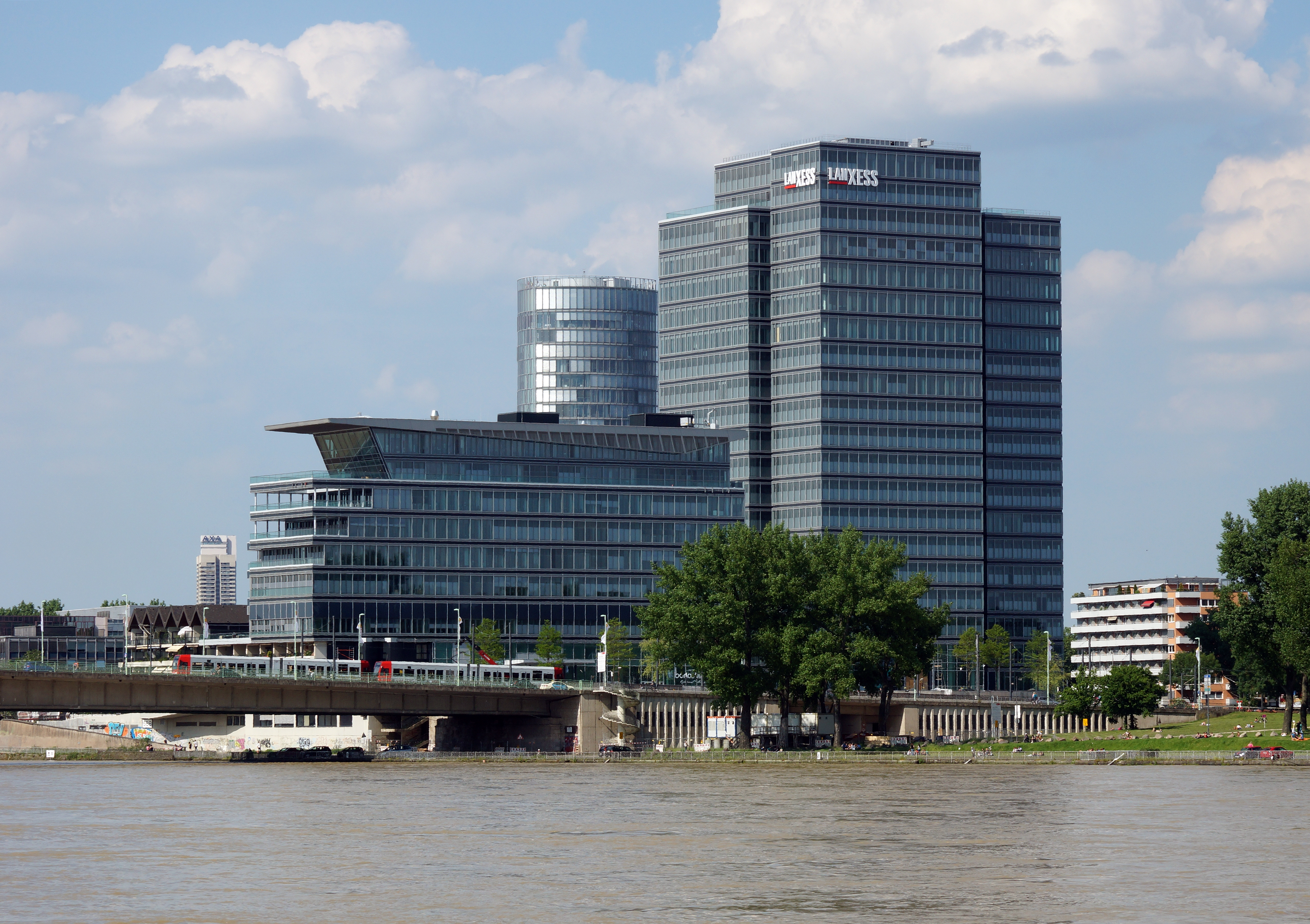

Lanxess AG – producent specjalistycznych związków chemicznych z siedzibą w Kolonii. Lanxess AG powstał w 2004r. w wyniku wydzielania przez koncern Bayer AG ze swoich struktur działalności związanej z produkcją środków chemicznych oraz części działalności w zakresie polimerów. Pod względem sprzedaży Lanxess to czwarty co do wielkości koncern chemiczny w Niemczech. Wytwarza przede wszystkim polimery, półprodukty i specjalistyczne środki chemiczne, a także kauczuk i tworzywa sztuczne.
Od września 2012r. do września 2015 koncern Lanxess notowany był w ramach indeksu DAX na frankfurckiej giełdzie papierów wartościowych. Obecnie notowany jest w ramach indexu MDAX. 

## Historia
Początki koncernu Lanxess sięgają roku 1863. Wtedy to powstała spółka Friedrich Bayer & Co., która zajęła się wytwarzaniem barwników syntetycznych. W roku 2004, chcąc skupić się na obszarach ochrony zdrowia i żywienia, Bayer wydzielił ze swoich struktur działalność związaną z produkcją środków chemicznych oraz około jednej trzeciej działalności w zakresie polimerów, tworząc niezależny podmiot pod nazwą Lanxess. Akcje spółki Lanxess AG po raz pierwszy trafiły na rynek giełdowy (frankfurcką giełdę papierów wartościowych) 31 stycznia 2005 - każdy akcjonariusz koncernu Bayer otrzymał jedną akcję w spółce Lanxess. 
26 stycznia 2014 spółka poinformowała, że pierwszy prezes spółki jako niezależnego podmiotu, Axel Heitmann odejdzie z firmy z chwilą wygaśnięcia jego kontraktu pod koniec lutego 2014 r. Dnia 1 kwietnia 2014 r. funkcję prezesa objął Matthias Zachert, wcześniej pełniący funkcję dyrektora ds. finansowych w spółce Merck KGaA.

### Nazwa
Nazwa „Lanxess” powstała jako kontaminacja będąca połączeniem francuskiego wyrazu „lancer” (oznaczającego „wypuścić”, „wystrzelić”) z angielskim wyrazem „success” (który oznacza „sukces”).

### Transakcje zbycia majątku
Po powstaniu nowego podmiotu, koncern Lanxess przeprowadził szereg działań restrukturyzacyjnych. Na początku działania te polegały głównie na zbyciu majątku. Jednostka organizacyjna zajmująca się środkami powierzchniowo-czynnymi została przeniesiona do spółki Saltigo GmbH, będącej niezależną jednostką koncernu Lanxess. Kolejnym krokiem była sprzedaż działalności w zakresie włókien syntetycznych Dorlastan spółce Asahi Kasei Fibers. iSl-Chemie, producenta pigmentów i powłok specjalnych w niemieckim Kürten, sprzedano spółce Berlac AG za kwotę 20 mln euro. Z kolei jednostka zajmująca się produkcją środków chemicznych dla branży papierniczej została sprzedana fińskiemu koncernowi papierniczemu Kemira za kwotę 88 mln euro.
W roku 2006 koncern Lanxess dokonał sprzedaży jednostki zajmującej się środkami chemicznymi wykorzystywanymi w branży włókienniczej (z wyjątkiem majątku znajdującego się w Ameryce Północnej) spółce Egeria Capital za kwotę 54 mln euro. Majątek w Ameryce Północnej sprzedano natomiast spółce StarChem.
W roku 2007 dział ds. usług technicznych na poziomie całej grupy przeszedł reorganizację – w ten sposób powstała jednostka zależna pod nazwą Aliseca GmbH, będąca w całości własnością koncernu. Jednostkę zależną Borchers GmbH, będącą producentem powłok, farb emulsyjnych i tuszy, sprzedano koncernowi OM Group z siedzibą w Stanach Zjednoczonych. W czerwcu tego samego roku koncern Lanxess przeniósł swoją jednostką zależną Lustran do wspólnego przedsięwzięcia realizowanego z brytyjskim koncernem chemicznym Ineos Ltd.

### Transakcje nabycia majątku
Pod koniec 2006 r. koncern Lanxess nabył pozostałe 50% akcji spółki Chrome International South Africa (CIA) od swojego wspólnika, spółki Dow Chemical. W grudniu 2007 r., spółka poinformowała o przejęciu brazylijskiego producenta kauczuku syntetycznego, spółki Petroflex S.A. W lutym 2009 r., Petroflex zmeniła nazwę na Lanxess Elastomeros do Brasil.
Koncern Lanxess zwiększył swoje zaangażowanie w branży produkcji pigmentów nieorganicznych w Azji, nabywając w czerwcu 2008 r. dwa zakłady wytwarzające pigmenty (tlenki żelaza) od chińskiego partnera, spółki Jinzhou Chemicals Company Ltd. W marcu 2009 r. koncern uruchomił w Moskwie jednostkę handlową, której zadaniem było nadzorowanie działalności w Rosji i innych krajach WNP.
W czerwcu 2009 r. koncern Lanxess nabył majątek produkcyjny od indyjskiej spółki Gwalior Chemical Industries Ltd. za 82,4 mln euro, a także zaplecze produkcyjne i jednostki chińskiej spółki Jiangsu Polyols Chemical Co. Ltd. Wartość tej drugiej transakcji nie została podana do publicznej wiadomości.
W styczniu 2011 r., koncern Lanxess nabył argentyńskiego producenta specjalistycznych środków chemicznych – spółkę Darmex, specjalizującą się w produkcji środków adhezyjnych i łatek wulkanizacyjnych dla branży oponiarskiej. W maju 2011 r. Lanxess zakończył proces przejęcia produkcji elastomerów pod marką Keltan od spółki Royal DSM NV za kwotę 310 mln euro, łącząc istniejącą już działalność w zakresie produkcji kauczuku EPDM z działalnością pod marką Keltan i  tworząc w ten sposób jednostkę pod nazwą Keltan Elastomers. W 2011 r. koncern Lanxess nabył także od spółki Syngenta dział zajmujący się produktami zabezpieczania materiałów oraz firmę Verichem, amerykańskiego producenta biocydów. W roku 2012 koncern Lanxess nabył amerykańskiego producenta łatek wulkanizacyjnych – TCB.

## Produkty
Koncern Lanxess składa się z 10 jednostek organizacyjnych działających w trzech segmentach produktowych.

### Obszary działalności
Segment Performance Polymers (polimery specjalistyczne) skupia wszystkie aktywności związane z kauczukiem syntetycznym i tworzywami sztucznymi w podziale na trzy business unity: Tire & Specialty Rubber (TSR), High Performance Materials (HPM) and High Performance Elastomers (HPE). To największy dział koncernu LANXESS generujący około połowy ogólnej sprzedaży. Produkty wytwarzane w tym segmencie znajdują zastosowanie w produkcji opon, pasów, węży i elementów karoserii w branży motoryzacyjnej, a także w produkcji podeszew i wielu innych artykułów. Strona firmowa. 
W segmencie Advanced Intermediates (półprodukty zaawansowane) działają dwie jednostki: Advanced Industrial Intermediates (AII) i Saltigo (SGO). Produkty tego segmentu to podstawowe chemikalia. Segment Advanced Intermediates generuje około 18% sprzedaży koncernu LANXESS. Strona firmowa.
Segment Performance Chemicals skupia pięć business unitów: Inorganic Pigments (IPG), Liquid Purification Technologies (LPT),Leather (LEA), Material Protection Products (MPP) and Rhein Chemie Additives (ADD). Jednostka IPG jest jednym z wiodących światowych producentów barwników opartych na tlenkach żelaza i tlenkach chromu. Produkcja tych barwników odbywa się w zakładach w Niemczech (Krefeld-Uerdingen), Brazylii (Porto Feliz) i Chinach (Shanghai). Strona firmowa.
Wszystkie business unity są wspierane przez 13 działów funkcyjnych. Każdy z działów funkcyjnych działa niezależnie i obsługuje jednostki biznesowe na zasadach doradczych. Działy funkcyjne w koncernie LANXESS to: Accounting (ACC), Corporate Communications (COM), Corporate Controlling (CON), Corporate Development (DEV), Human Resources (HR), Production, Technology, Safety & Environment (PTSE), Information Technology (IT), Treasury & Investor Relations (TIR), Legal & Compliance (LEX), Mergers & Acquisitions (MA), Global Procurement & Logistics (GPL) and Tax & Trade Compliance (TTC).

## Struktura kierownicza
Koncern Lanxess funkcjonuje zgodnie z zasadami systemu „podwójnego zarządu” (Aktiengesellschaft), będącego wymogiem w przypadku niemieckich spółek publicznych. Czteroosobowy zarząd zajmuje się bieżącym zarządzeniem i bieżącą działalnością operacyjną spółki. Rada nadzorcza nadzoruje pracę zarządu, monitorując jego działania, mianując jego członków i dokonując przeglądów sprawozdań finansowych spółki.

## LANXESS w regionie Europy Środkowo-Wschodniej
Od roku 2008 LANXESS jest obecny także w Europie Środkowej i Wschodniej jako własna spółka dystrybucyjna. Główna siedziba LANXESS Central Eastern Europe s.r.o. mieści się w Bratysławie. Spółka LANXESS CEE posiada również oddziały w Polsce, Czechach, Austrii i na Węgrzech.
Główny trzon działalności koncernu w Europie Środkowej i Wschodniej stanowią wysokogatunkowe kauczuki oraz chemikalia do produkcji kauczuków. Spółka dostarcza wyroby kauczukowe przede wszystkim do krajowych i międzynarodowych producentów opon. Kolejny ważny filar działalności LANXESS stanowią tworzywa sztuczne klasy high tech, które otwierają drogę do projektowania bardziej oszczędnych pojazdów, przede wszystkim w dziedzinie konstrukcji lekkich. Około połowa sprzedaży tych produktów w regionie trafia do klientów z branży dostawców dla przemysłu samochodowego i pojazdów mechanicznych. Również pigmenty nieorganiczne produkcji LANXESS cieszą się dużym popytem w Europie Środkowej i Wschodniej. Znajdują one zastosowanie w przemyśle materiałów budowlanych, gdzie stosuje się je w celu nadania określonej barwy elementom betonowym, kamieniom brukowym bądź dachówkom. 
Od 2013 roku dyrektorem generalnym LANXESS CEE s.r.o. jest Wolfgang Heuchel.

### Sprzedaż w Polsce
W roku 2013 koncern odnotował w Polsce spadek sprzedaży o 3,7 procent na ponad 96 milionów euro (2012: 100 milionów euro). Główny filar obrotów stanowiły przede wszystkim tworzywa sztuczne klasy high tech, syntetyczne kauczuki wysokosprawne, wysokogatunkowe półprodukty chemiczne oraz nieorganiczne pigmenty.